# Roger Bocquet
Roger Bocquet (ur. 9 kwietnia 1921 w Genewie, zm. 10 marca 1994) – szwajcarski piłkarz występujący na pozycji obrońcy. Uczestnik Mistrzostw Świata 1950 i 1954. Przez całą karierę związany z Lausanne Sports.